# Tiancixiu
Tiancixiu, verkligt namn Wang, cirka 1350, var en kinesisk akrobat och skådespelare inom zaju-teatern. 
Hon var berömd för sina mansroller som hjälte av Robin Hood-typ (lülin-haohan). Rollen krävde att hon också skulle utföra akrobatik och stridsteknik, och hon blev berömd för sin skicklighet inom dessa konstarter. Hon är också känd som lärare till sin dotter Tianshengxiu och sina kollegor Zhang Xinge och Chienshen, som alla blev välkända inom samma genre - särskilt den sistnämnda blev särskilt berömd. 